# Gai Cosconi (pretor 63 aC)
Gai Cosconi (en llatí: Gaius Cosconius) va ser un magistrat romà del segle i aC. Formava part de la gens Coscònia, una gens romana d'origen plebeu.
Va ser pretor l'any 63 aC el mateix any que Ciceró era cònsol. El 62 aC el senat li va donar el govern de la Hispània Ulterior com a procònsol i al seu retorn l'any 61 aC va ser, tal com sembla, acusat d'extorsió, però va ser absolt.
L'any 59 aC va ser un dels 20 comissionats nomenats per executar la llei agrària de Juli Cèsar per dividir les terres públiques de la Campània, però va morir aquell mateix any. La seva vacant va ser oferta per Cèsar a Ciceró, que volia retirar-lo de l'amenaça constant de Publi Clodi Pulcre, però Ciceró la va rebutjar.